# Guénrij Liushkov
Guénrij Samóilovich Liushkov (en ruso: Генрих Самойлович Люшков; 1900 - desaparecido en agosto de 1945) fue un oficial de la policía secreta soviética y su desertor de más alto rango. Su posterior desaparición ha sido objeto de controversia y especulación por parte de periodistas y académicos.

## Primeros años
Liushkov nació en Odesa, en el Imperio Ruso, en 1900. Su padre era judío y los crio a él y a sus hermanos trabajando como sastre. Comenzó su educación en 1908, en una escuela estatal de seis aulas, permaneciendo en ella hasta 1915. Durante su escolarización fue influenciado por su hermano (miembro del bolchevismo clandestino), lo que lo indujo a unirse al Partido Bolchevique y a participar en la Revolución Rusa varios años después.
En abril de 1919 recibió instrucción política en Kiev a cargo de los servicios de la República Popular de Ucrania. Para entonces había estallado la guerra civil rusa y, después de su graduación, en septiembre de ese año, fue destinado al 14º ejército bolchevique como encargado del trabajo político, participando en la lucha contra los polacos y las fuerzas rusas blancas de Antón Denikin. Así alcanzó el grado de comisario político de pleno derecho y recibió la Orden de la Bandera Roja. 

## Policía secreta
En noviembre de 1920 se incorporó a la Cheka de Odessa, en donde llegó a ser famoso por su crueldad y corrupción, después haber reclutado a muchos delincuentes y ex delincuentes. También se desempeñó en Moscú y Ucrania. Cuando la Cheka fue disuelta y transformada en la OGPU (en ruso Государственное политическое управление НКВД РСФСР o "Dirección Política del Estado") Liushkov ascendió aún más. Alrededor de 1930, llevó a cabo una misión de espionaje industrial en Alemania, donde supervisó las actividades en el interior de la empresa de aviación Junkers, consiguiendo así el favor de Stalin. Gracias a Stalin pasó de nuevo a trabajar dentro de la URSS, ahora como miembro de la NKVD (en ruso Народный комиссариат внутренних дел o "Comisariado del Pueblo para Asuntos Internos"). Fue trasladado rápidamente a posiciones de gran responsabilidad, tal como su designación como el jefe de la NKVD en la región Mar de Azov-Mar Negro, además de ser galardonado con la Orden de Lenin "por una realización ejemplar de las tareas del Partido y del Gobierno." También fue nombrado diputado en la 1ª convocatoria del Sóviet Supremo y miembro del Comité Central del PCUS.
Durante la preparación de los procesos de Moscú, estuvo a cargo de los interrogatorios de Grigori Zinóviev y Lev Kámenev. Más tarde, se ganó una reputación como "sicario arrogante, arbitrario y sádico..." El 31 de julio, en 1937 recibió su último nombramiento como jefe de la NKVD en el Extremo Oriente ruso, donde tenía mando directo sobre "20.000 a 30.000 tropas de élite de la policía política."
Cuando se hizo cargo de este nombramiento, que conllevaba, según su interrogatorio por parte de funcionarios militares japoneses, órdenes personales para encargarse de eliminar a determinados funcionarios soviéticos, como parte de la Gran Purga (período de la historia Soviética en el que Stalin ordenó la detención y ejecución de numerosos oficiales soviéticos, acusados de una gran variedad de cargos, por lo general falsos): Vsévolod Bálitski (exjefe de la NKVD en el Lejano Oriente, a quien Liushkov había reemplazado), Vasili Blücher (Mariscal de la Unión Soviética) y A. I. Lapin (comandante del ejército del aire del Lejano Oriente). Bálitski, Blücher y Lapin fueron todos víctimas de la Gran Purga. La detención y ejecución de Bálitski se hizo a partir de pruebas reunidas por Liushkov. El arresto Blücher y su posterior muerte fueron el resultado de las acusaciones que se le hicieron por la deserción de Liushkov. Lapin se suicidó mientras estaba en prisión.
Presionado por sus interrogadores japoneses, Liushkov dio una de las explicaciones más tempranas de las circunstancias de la Gran Purga, argumentando que sólo se había llevado adelante para apaciguar a Stalin y que él, Liushkov, no tuvo más remedio que llevar a cabo sus órdenes. Inmediatamente después de llegar a Jabárovsk, Liushkov se enteró de que Bálitski había sido arrestado y enviado a Moscú para su juicio y ejecución.
Sin embargo, su tiempo en el cargo resultó ser corto. Cuando la Gran Purga estaba alcanzando el paroxismo, el jefe de la NKVD, Nikolái Yezhov, empezó a perder poco a poco poder y Liushkov recibió la orden de volver a Moscú, pero ya tenía fundadas sospechas de que eso significaría su propia detención y ejecución, porque sus dos predecesores en el cargo, Terenti Deribás y Bálitski, habían sido purgados uno detrás del otro. Bálitski había sido condenado con base en información del propio Liushkov, a quien consideraba su amigo. 
Fue gracias a Bálitski que Liushkov había sido ascendido a "comisario de tercer rango de la seguridad del Estado" (комиссар госбезопасности ранга 3-го) o "comisario de tercera clase", equivalente aproximado de mayor general en el Ejército Imperial Japonés.

## Deserción
Preparando su deserción, Liushkov consiguió que su esposa judía, Inna, abandonara el país con su hija de once años, con el pretexto de que la hija recibiera tratamiento médico en Polonia. Su plan era que Inna incluyera una palabra secreta en un telegrama, lo cual sería la clave que le proporcionaría a Liushkov la señal de que ya podía abandonar la Unión Soviética de forma segura.
Sin embargo, en circunstancias desconocidas, Inna y su hija fueron capturadas. Aunque el destino de la hija sigue siendo desconocido, Inna fue mantenida con vida y torturada, en la prisión de la Lubianka, para obtener información, durante toda la última parte del año 1938, antes de ser finalmente ejecutada.  Otros miembros de la familia Liushkov fueron detenidos y encarcelados en el Gulag en Siberia.  Mientras que tanto su madre como su hermano fueron asesinados, su hermana sobrevivió a la prisión. 
El 13 de junio de 1938 Liushkov desertó de la Unión Soviética, cruzando la frontera hacia Manchukuo con valiosos documentos secretos acerca de las fuerzas militares soviéticas en la región, que eran mucho más numerosas de lo que los japoneses habían llegado a sospechar. Liushkov fue el oficial de más alto rango de la policía secreta que desertó. También era el que tenía mayor conocimiento interno acerca de las purgas dentro del Ejército Rojo soviético, a causa de su propia participación a la hora de llevarlas a cabo.
Su deserción se mantuvo inicialmente como un secreto de Estado por Japón, pero se consideró que la revelación de su deserción tenía un alto valor en la propaganda, por lo que se tomó la decisión de difundir la noticia al mundo. Se organizó una conferencia de prensa en un hotel de Tokio, el 13 de julio, un mes después de la deserción. Liushkov "negó categóricamente la alegación de Moscú de que se trataba de un impostor" , pero algunas agencias de noticias, como la de The New York Times, se preguntaron si estaba diciendo la verdad.
Durante las entrevistas posteriores y las conversaciones con el personal militar japonés, Liushkov adoptó una posición antiestalinista. Sin embargo, sus opiniones políticas expresas siguieron siendo de naturaleza socialista, si atendemos a los recuerdos de algunos oficiales de la inteligencia japonesa, según los cuales Liushkov se autodenominaba trotskista,[10] pero algunos oficiales japoneses creen que más tarde se convirtió en una especie de “liberal-comunista”. Aunque Liushkov se decía antiestalinista, se resistía a la idea de crear un nuevo régimen encabezado por emigrados rusos. Sin embargo, se mostró dispuesto incluirlos en la propuesta de un plan para el asesinato de Stalin.
Un grupo de la resistencia, formado por emigrados rusos, podría atravesar la frontera turco-soviética cuando Stalin viajara al sur para sus vacaciones en Sochi, al lugar que ya había visitado para nadar en el río Matsesta. Liushkov, profundo conocedor de los procedimientos de la NKVD y de los detalles conforme a los cuales se organizaba la guardia de Stalin, animó a los japoneses a apoyar el plan. Sin embargo, un agente soviético infiltrado en el grupo de exiliados rusos frustró el proyecto, considerado el único intento serio de asesinar a Stalin. 
Liushkov pudo dar detalles acerca de la fuerza del Ejército Rojo en el Lejano Oriente, Siberia y Ucrania, proporcionando igualmente códigos de las radios militares soviéticas. Se lo consideró muy inteligente y concienzudo, produciendo un gran volumen de documentos escritos, pero había cierta incertidumbre acerca de su capacidad para proporcionar información específicamente útil para las operaciones militares.
A medida que pasaba más tiempo en Japón, sus importantes esfuerzos impresionaron a los oficiales de inteligencia japoneses con los que le habían asignado trabajar. Sin embargo, el personal del Ejército Imperial Japonés estaba preocupado acerca de su estado mental, sobre todo en lo relacionado con la situación de su esposa e hija, de quienes no había conseguido ninguna noticia desde su deserción. Después de una búsqueda fallida de su familia por agentes de inteligencia japonesa, se decidió un plan para aplacar y "domesticar" a Liushkov: se trataba de buscarle una mujer, tanto para distraerlo de la cuestión de la situación de su familia como para afianzar sus raíces japonesas. Finalmente se le encontró una posible pareja, después de que Liushkov rechazara a varias mujeres blancas emigradas.
En algún momento empezó a hacer planes para viajar a los Estados Unidos y contactó con un editor estadounidense acerca de una posible autobiografía que él escribiría. Estaba preocupado por la idea de que se le pudiera impedir abandonar el Japón y llegó tan lejos como para negociar una garantía escrita de salvoconducto.

## Desaparición
Después de la capitulación de Alemania, Liushkov fue enviado, el 20 de julio de 1945, a trabajar para los mandos de la Inteligencia Especial del Ejército japonés de Kwantung, en el estado títere de Manchukuo. El 8 de agosto de 1945, comenzó la invasión soviética de Manchuria y Liushkov desapareció en la confusión del ataque, cuando, según los informes, fue visto por última vez entre una multitud, en la estación de ferrocarril de Dairen.
Otras teorías sostienen que fue capturado por el Ejército Rojo o que fue asesinado por orden de un oficial de la Inteligencia Especial japonesa, para evitar que revelara secretos militares japoneses a la Unión Soviética. Sin embargo, en 1979, Yutaka Takeoka, que era un joven oficial de inteligencia y el encargado de Lyushkov al final de la guerra, admitió públicamente que ejecutó a Lyushkov en la noche del 19 de agosto de 1945. Con las fuerzas soviéticas acercándose, Takeoka inicialmente se contentó con dejar que Lyushkov intentara escapar, pero su superior, el general Genzo Yanagita, le dijo que esto era inaceptable porque Lyushkov podría revelar secretos militares japoneses a la Unión Soviética cuando inevitablemente fuera capturado. Takeoka se reunió con Lyushkov en su habitación de hotel en Dalian y trató de persuadir a Lyushkov para que se suicidara; cuando Lyushkov se negó e indicó su intención de huir, Takeoka le disparó. Lyushkov fue incinerado y sus cenizas fueron enterradas en un templo para los muertos desconocidos.

### Nota
- Esta obra contiene una traducción  derivada de «Genrikh Lyushkov» de Wikipedia en inglés, publicada por sus editores bajo la Licencia de documentación libre de GNU y la Licencia Creative Commons Atribución-CompartirIgual 4.0 Internacional.